# Eduardo Saffirio
 Eduardo Saffirio Suárez (Temuco, 12 de agosto de 1958) es un abogado y político chileno, exmiembro del Partido Demócrata Cristiano (PDC). Se desempeñó como diputado de la República en representación del distrito n.º 50, correspondiente a las comunas de Temuco y Padre Las Casas de la Región de La Araucanía durante dos periodos consecutivos, desde 2002 hasta 2010. Desde junio de 2016 forma parte del consejo del Instituto Nacional de Derechos Humanos (INDH).

## Biografía

### Familia y estudios
Nació el 12 de agosto de 1958, en Temuco, hijo de José Hernán Saffirio Vásquez y Norma Lorenza Suárez Suárez. Está casado desde 1984 con María Francisca Palma del Río, con quien es padre de cuatro hijos. Es primo del exalcalde de Temuco y exdiputado René Saffirio y del actual diputado Jorge Saffirio.
Cursó sus estudios en el Liceo N.º 1 de Hombres de Temuco. Finalizada su instrucción escolar, ingresó a la Facultad de Derecho de la Universidad de Chile donde obtuvo la licenciatura en ciencias jurídicas y sociales. Posteriormente realizó un magíster en ciencias políticas en la Pontificia Universidad Católica (PUC) y obtuvo un doctorado en filosofía por la Universidad de Chile.

### Actividades laborales
Ejerció su profesión de abogado en las ciudades de Temuco y Santiago y fue profesor de derecho político y análisis económico del derecho en la Universidad Andrés Bello (UNAB) y fue director de la Escuela de Derecho de la misma casa de estudios. Asimismo, hizo clases en el magíster de derecho y el de ciencias políticas de la Universidad de Chile; en el Instituto de Ciencias Políticas de la PUC; y en el magíster en ética y ciencias sociales de la Universidad Alberto Hurtado (UAH). Además, fue director del «Programa de Asesoría Legislativa» de la Corporación Tiempo 2000. También fue investigador del Centro de Estudios del Desarrollo (CED).
Ha sido autor o coautor de monografías y artículos en las revistas: Política y Espíritu; Cuadernos del Segundo Centenario (CED); Política, del Instituto de Ciencia Política de la Universidad de Chile; Estudios Sociales (CPU); y de la revista de Ciencia Política de la Pontificia Universidad Católica de Chile. Además, fue miembro del equipo editorial del diario La Época y columnista del diario vespertino La Hora.
Actualmente es profesor de las cátedras de Conceptos políticos fundamentales, en Magíster en Estudios Políticos de la Universidad de los Andes, Teoría Política, Derecho Constitucional I y II en la Universidad de La Frontera.
También fue profesor de cátedra de Teoría Política Contemporánea (hasta 2023) y de la cátedra Partidos Políticos y Sistemas Electorales (hasta 2022) en la carrera de Ciencia Política y Relaciones Internacionales en la Universidad Alberto Hurtado

## Carrera política
En el ámbito político, ingresó al Partido Demócrata Cristiano en 1977, cuando tenía dieciocho años. Luego, en la década de 1980 asumió como vicepresidente nacional de la Juventud Demócrata Cristiana de Chile (JDC).
En las elecciones parlamentarias de 2001 fue elegido como diputado por el distrito n.º 50, correspondiente a las comunas de Padre Las Casas y Temuco, de la Región de La Araucanía, por el período legislativo 2002-2006. Integró las comisiones permanentes de Recursos Naturales, Bienes Nacionales y Medio Ambiente; de Hacienda; y de Economía, que presidió. Junto con la Comisión Especial Mixta de Presupuestos; y la Comisión Especial de la Pequeña y Mediana Empresa (pyme).
En las elecciones parlamentarias de 2005, obtuvo su reelección por el mismo distrito, por el período legislativo 2006-2010. Integró las comisiones permanentes de Economía; de Trabajo y Previsión Social; y de Constitución, Legislación y Justicia. Junto con la Comisión Especial de Estudio del Régimen Político Chileno; y las comisiones investigadoras sobre Accionar de la Dirección del Trabajo; y sobre el Plan Auge, que presidió.
Para las elecciones de diciembre de 2009, decidió no repostularse a la Cámara de Diputados. En julio de 2016 fue designado por la Cámara de Diputados como consejero del Instituto Nacional de Derechos Humanos (INDH).
En 2017 fue coordinador programático de la campaña presidencial de la entonces senadora Carolina Goic. En medio de la crisis de su partido, luego de la derrota de Goic, renunció a su militancia en el PDC el 24 de diciembre del mismo año.

## Condecoraciones

### Condecoraciones extranjeras
- Comendador de la Orden del Mérito ( Portugal, 1 de diciembre de 2009).[5]

## Historial electoral

### Elecciones parlamentarias de 2001
- Elecciones parlamentarias de 2001, candidato a diputado por el distrito 50 (Temuco y Padre Las Casas)[6]

### Elecciones parlamentarias de 2005
- Elecciones parlamentarias de 2005, candidato a diputado por el distrito 50 (Temuco y Padre Las Casas)[7]